# Coupe d'Italie masculine de water-polo
La coupe d'Italie de water-polo est une compétition italienne annuelle de water-polo masculin organisée depuis 1970, avec des intermittences, par la Fédération italienne de natation.

## Palmarès masculin
- 1970 : Circolo Canottieri Napoli
- 1971 à 1973 : non disputée
- 1974 : Pro Recco
- 1975 : non disputée
- 1976 : Rari Nantes Florentia
- 1977 à 1984 : non disputée
- 1985 : Pescara Nuoto
- 1986 : Pescara Nuoto
- 1987 : Circolo Nautico Posillipo
- 1988 : Rari nantes Arenzano
- 1989 : Pescara Nuoto
- 1990 : Rari Nantes Savona
- 1991 : Rari Nantes Savona
- 1992 : Pescara Nuoto
- 1993 : Rari Nantes Savona
- 1994 à 1997 : non disputée
- 1998 : Pescara Nuoto
- 1999 à 2004 : non disputée
- 2005 : Bissolati Cremona
- 2006 : Pro Recco
- 2007 : Pro Recco
- 2008 : Pro Recco
- 2009 : Pro Recco
- 2010 : Pro Recco
- 2011 : Pro Recco[1].
- 2012 : Associazione Nuotatori Brescia[2]

## Sources
- Palmarès de 1970 à 2010 : Coppa Italia 2010 Vince la Pro Recco, Fédération italienne de natation, 14 mars 2010 ; page consultée le 28 mars 2010.

1. ↑  Tim Hartog, « Pro Recco wins Italian Cup » waterpolo-world.com, 20 mars 2011 ; page consultée le 27 mars 2011.
2. ↑  « Coppa Italia. AN Brescia campione », Federazione Italiana Nuoto, 6 avril 2012 ; page consultée le 7 avril 2012.